# PSV Grün-Weiß Kassel
Der PSV GW Kassel (PolizeiSportVerein Grün-Weiß Kassel e. V.) ist ein im Jahre 1921 in der nordhessischen Stadt Kassel gegründeter Sportverein. In dem Verein sind heute rund 1200 Mitglieder, darunter mehr als die Hälfte Kinder und Jugendliche, in acht Abteilungen aktiv.

## Geschichte
Zum Zeitpunkt der Vereinsgründung im Jahr 1921 war es das Ziel, Polizeibeamten die Möglichkeit zu geben, sich im Wettkampf mit anderen Sportvereinen zu messen. Weiterhin wurde mit der Gründung das Ziel verfolgt, Wettkampfsportarten aus dem dienstlichen Bereich herauszunehmen.
Während des Nationalsozialismus wurde der Verein 1938 in Sportgemeinschaft der Ordnungspolizei (SpGO) umbenannt. Nach dem Ende des Zweiten Weltkrieges lösten die alliierten Siegermächte die Betriebssportvereine wie die Sportgemeinschaft der Ordnungspolizei im Deutschen Reich auf.
In der Besatzungszeit war keine Neugründung möglich. Erst die Gründung der Bundesrepublik Deutschland ermöglichte die Wiedergründung. Die Wiedergründungsversammlung war am 14. Oktober 1949. Aufgrund rechtlicher Restriktionen musste der Verein zunächst jedoch als Sportverein Grün-Weiß Kassel e. V. eingetragen werden. Ab dem 11. Mai 1971 wurde der Zusatz Polizei wieder möglich, und der Verein wurde umbenannt in Polizeisportverein Grün-Weiß Kassel e. V.

### Veranstaltungen
Der Großteil der Veranstaltungen des PSV Grün-Weiß Kassel findet im Kasseler Auestadion statt. Darunter waren unter anderem die Vorgänger des Askina-Sportfestes. Nach deren Einstellung füllen die PSV-Meetings diese Lücke.
Des Weiteren werden z. B. der Herkules-Berglauf, der Kasseler Citylauf und der Kassel-Marathon vom PSV ausgerichtet, mit Winfried Aufenanger als  Organisationsleiter, wie beim 2013 wiederbelebten Sport-Meeting des PSV.

## Abteilungen
Der Verein hat acht Abteilungen:
| - Leichtathletik - Volleyball - Tischtennis - Karate | - Kanu - Judo - Ju-Jutsu - Sportschießen |

Die Tischtennismannschaft spielte in den 1950er Jahren in der Herren-Oberliga, der damals höchsten deutschen Spielklasse. 1960 stieg sie ab.

## Bekannte Sportler
| Frauen | Männer | Trainer                                                                                         |
| --- | --- | ----------------------------------------------------------------------------------------------- |
| - Silke Optekamp - Simret Restle - Stefanie Wiesmair - Anna Hahner - Lisa Hahner - Susanne Kraus - Angelika Stephan - Tanja Nehme - Anna Reuter - Thordis Arnold - Melat Yisak Kejeta | - Julian Flügel - Tilo Ruch - Djilali Abdessalam - Jörn Harland - Matthias Jahnke - Alwin Wagner - Martin Strege - Marco Schwab - Ybekal Daniel Berye - Jens Nerkamp | - Winfried Aufenanger - Ralf Salzmann - Jürgen Stephan - Jürgen Austin-Kerl - Sascha Wingenfeld |